# Potamidae
De Potamidae is een soortenrijke familie van de superfamilie Potamoidea uit de infraorde krabben (Brachyura).

## Systematiek
Er worden in deze familie twee onderfamilies onderscheiden:
- Potaminae Ortmann, 1896
- Potamiscinae Bott, 1970